# Морцевское муниципальное образование
Морцевское муниципальное образование — муниципальное образование со статусом сельского поселения в Фёдоровском районе Саратовской области Российской Федерации.
Административный центр — село Морцы.

## История
Статус и границы сельского поселения установлены Законом Саратовской области от 27 декабря 2004 года N 107-ЗСО «О муниципальных образованиях,  входящих в состав Фёдоровского района».
Законом Саратовской области от 9 марта 2022 года № 24-ЗСО, были преобразованы, путём их объединения, Морцевское, Мунинское и Никольское муниципальные образования — в Морцевское муниципальное образование, наделённое статусом сельского поселения, с административным центром в селе Морцы.

## Население
| 2010 | 2011  | 2012  | 2013  | 2014 | 2015 | 2016 |
| ---- | ----- | ----- | ----- | ---- | ---- | ---- |
| 1071 | ↘1067 | ↘1051 | ↘1029 | ↘998 | ↘964 | ↘956 |
| 2017 | 2018  | 2019  | 2020  | 2021 |      |      |
| ↘931 | ↗938  | ↘930  | ↘922  | ↗924 |      |      |

## Состав сельского поселения
| № | Населённый пункт | Тип населённого пункта       | Население |
| - | ---------------- | ---------------------------- | --------- |
| 1 | Жёлтый           | посёлок                      | ↘0        |
| 2 | Морцы            | село, административный центр | ↘703      |
| 3 | Мунино           | село                         | ↗876      |
| 4 | Никольское       | село                         | ↘328      |
| 5 | Обновленка       | посёлок                      | ↘33       |
| 6 | Плес             | село                         | ↘335      |
| 7 | Серпогорское     | село                         | →2        |
| 8 | Солнечный        | посёлок                      | ↗637      |
| 9 | Спартак          | село                         | ↘766      |